# RMS Queen Mary
RMS Queen Mary je upokojena oceanska linijska ladja britanske družbe Cunard Line (takrat, ko je ladja začela pluti, bolj znana Cunard White Star), ki je plula predvsem v severnem Atlantiku. V uporabi je bila v letih 1936 - 1967. Bila je vodilna ladja družbe Cunard White Star, ki je bila zgrajena v ladjedelnici John Brown & Company na Škotskem. RMS Queen Mary je bila skupaj z njeno sestrsko ladjo RMS Queen Elizabeth    zgrajena kot največja in najbolj luksuzna ladja na svetu. Od maja 1936 do oktobra 1946 je bila vodilna ladja, ko jo je zamenjala Queen Elizabeth.
Queen Mary je svojo krstno plovbo preplula 27. maja 1936 in istega leta, avgusta osvojila modri trak. Leta 1937 ga je izgubila, ko jo je prehitel SS Normandie, a ga je leta 1938 ponovno osvojila in držala rekord do leta 1952, ko jo je prehitel SS United States. Med drugo svetovno vojno so jo preuredili v vojaško ladjo za prevoz vojaških enot.
Po vojni je bila Queen Mary ponovno preurejena v potniško ladjo in je znova prevažala potnike. Queen Mary se je do sredine šesdesetih let starala, vendar je še vedno ostala zelo priljubljena na čezatlantski poti.
Queen Mary se je po več letih plutja uradno upokojila leta 1967. 31. oktobra 1967 je zadnjič zapustila Southampton ter odplula v pristanišče v Long Beach v Kaliforniji, ZDA, kjer je ostala privezana za vedno.  Večji del strojev, vključno z eno od dveh strojnic in vsi kotli so bili odstranjeni. Ladja služi, kot turistični hotel z restavracijami, muzejem in hotelskimi sobami.
Leta 1969 je ladjo namestila nova večja in luksuznejša ladja: RMS Queen Mary 2.

## Gradnja ladje in tehnični podatki
Ko sta v uporabo vstopila nemška SS Bremen in SS Europa, Anglija ni hotela zaostajati za ladijskim prometom. Družba White Star Line je leta 1928 začela graditi ladjo Oceanic z izpodrivom 80.000 ton, družba Cunard Line pa je načrtovala gradnjo nove neimenovane ladje z izpodrivom 75.000 ton.
Gradnja ladje, takrat imenovana Hull Number 534, se je začela 1.decembra 1930 v ladjedelnici John Brown & Company v Clydebank na Škotskem. Zaradi velike gospodarske krize je bila decembra 1931 gradnja ladje ustavljena, družba Cunard Line pa je britansko vlado prosila naj v ladjedelnici ladjo zgradijo do konca. Pogoj za izgradnjo ladje je bil, da se družba združi s svojim glavnim tekmecem White Star Line tako, da je White Star Line prekinila gradnjo svojega Oceanica in se 10. maja 1934 združila z družbo Cunard Line. Ta združitev je omogočila nadaljevanje gradnje Hull Number 534 in hkrati omogočila gradnjo še ene sestrske ladje.
Maja 1934 je družba Cunard White Star Line Hull Number 534 poimenovala Queen Mary in do septembra 1934 je bila RMS Queen Mary zgrajena ter 26. septembra 1934 splovljena. Pred splovitvijo je bilo potrebno povečati ladjedelnico saj je bilo potrebno prilagoditi prostor za splovitev ladje v reko Cyde. Gradnja tako velike ladje je stala 3,5 milijona funtov. Večino notranjosti ladje je načrtoval in zgradil Bromsgrove Guild.
RMS Queen Mary je bila dolga 310 metrov in široka 36 metrov. Ladja je dobila ime po kraljici Mariji, soprogi kralja Georga V. Kraljica Marija je krstila ladjo.

## Predvojna kariera (1936 - 1939)
Ko je 27. maja 1936 Queen Mary odplula na svojo krstno plovbo iz Southamptona v New York, ji je poveljeval kapitan Edgar Britten, najstarejši kapitan družbe Cunard White Star Line. Na svoji krstni plovbi je ladja plula s polno hitrostjo dokler je ni velika gosta megla prisilila zmanjšati hitrost zadnja dva dni. Kljub temu je Queen Mary 1. junija 1936 srečno priplula v New York.
Potret Queen Mary je bil kritiziran češ, da je preveč tradicionalen v primerjavi z portretom SS Normandie. Potret notranjosti je bil lepši, večji in luksuznejši v primerjavi z tistim na Normandie. Queen Mary se je izkazala za bolj priljubljeno, kot njen francoski tekmec, v mnenju njenih potnikov, ki jih je prevažala.
Avgusta 1936 je Queen Mary osvojila modri trak za najhitrejše prečkanje Atlantika proti vzhodu, ki ga je prej držal Normandie. Leta 1937 ga je Normandie ponovno osvojil, vendar ga je leta 1938 Queen Mary ponovno osvojila za najhitrejše prečkanje Atlantika v obe smeri, s povprečno hitrostjo 31 vozlov. Hitrostni rekord je držala do leta 1952, ko jo je prehitel SS United States.

## Druga svetovna vojna
Proti koncu avgusta 1939 je Queen Mary odplula iz New Yorka v Southampton. V New York se je vrnila 1. septembra 1939, hkrati pa se je ob prihodu začela druga svetovna vojna. Queen Mary so ukazali naj skupaj z SS Normandie ostane do nadaljnega v New Yorku. Marca 1940 se jima je pridružila sestrska ladja ladje Queen Mary, RMS Queen Elizabeth. Tri največje ladje na svetu so nekaj časa bile zasidrane v New Yorku, dokler se ameriški zavezniki niso odločili, da vse tri ladje najamejo za vojaške ladje. Normandie je kmalu zatem uničil požar med preurejanjem v vojaško ladjo. Queen Mary in Queen Elizabeth sta bili uspešno preurejeni v veliki vojaški ladji. Queen Mary je izplula iz New Yorka in odplula v Sydney v Avstralijo, kjer so jo skupaj z več drugimi linijskimi ladjami spremenili v vojaško ladjo za prevoz avstralskih in novozelandskih vojakov v Združeno kraljestvo.
Med drugo svetovno vojno so bili trupi ladje, nadgradnja in dimniki pobarvani mornarsko sivo. Zaradi svoje nove barve v kombinaciji z njeno veliko hitrostjo je Queen Mary bila znana, kot "Siv duh". Za zaščito pred morskimi minami je bila na zunanji strani trupa pod vodno gladino nameščena razmaščevalna pregrada. V kotlovnici in strojnici je bila ob trupu nameščena še dodatna neprepustna pregrada. Queen Mary in Queen Elizabeth sta bili med vojno največji in najhitrejši ladji, ki sta lahko sprejeli 150.000 vojakov. Njuna visoka hitrost jima je omogočila, da ju ni mogla ujeti nobena nemška U-podmornica.
2. oktobra 1942 je Queen Mary ob irski obali nenamerno trčila in potopila eno od svojih spremljevalnih ladij HMS Curacoe, pri čem je na ladji Curacoe umrlo 239 ljudi. Zaradi nevarnosti napadov U-podmornic so Queen Mary ukazali naj se ne ustavi pod nobenim pogojem. Vendar je kapitan Gordon Llingsworth ukazal ladji naj se ustavi in pobere 99 preživelih iz Curacoe.
Med 25. in 30. julijem 1943 je Queen Mary plula s 15.740 vojaki na krovu. Ko je bila oddaljena 700 milj (1.100 km) od Škotske, je ladjo zadel visok val, ki je dosegel višino 28 metrov. Poročilo o tej plovbi je mogoče najti v Carterjevi knjigi. Močan in visok val je ladjo potisnil za nekaj stopinj v nasprotno smer.
Med vojno je na Queen Mary večkrat potoval britanski premier Winston Churchill čez Atlantik na sestanke z drugimi uradniki zavezniških sil. Na potniškem manifestu je bil naveden kot "polkovnik".

## Povojna kariera
Po drugi svetovni vojni je Queen Mary do leta 1947 pripeljala vojne neveste v Kanado in s tem opravila najhitrejši prehod, ko se je vrnila v Southampton. Atlantik je preplula v treh dneh, 22 urah in 42 minutah s povprečno hitrostjo 32 vozlov. Od septembra 1946 do julija 1947 so jo preuredili v potniško ladjo, dodali so ji klimatsko napravo. Zdaj je lahko sprejela 711 potnikov prvega razreda, 707 potnikov drugega razreda in 577 potnikov tretjega turističnega razreda. Po končanem opremljanjem sta Queen Mary in Queen Elizabeth nadeljevali čezatlantski potniški ekspresni prevoz družbe Cunard White Star Line. Za družbo sta se izkazali zelo priljubljeni (leta 1947 se je družba preimenovala Cunard Line). 
1. januarja 1949 se je Queen Mary v pristanišču Cherbourg v Franciji delno pokvarila, a so jo do naslednjega dne v celoti popravili.
Leta 1958 se je začelo novo obdobje konkurence za obe ladji družbe Cunard Line. Queen Mary je na nekaterih potovanjih, še posebej pozimi, v pristanišče priplula z več posadke na krovu, kot potnikov, čeprav je do leta 1965 skupaj z Queen Elizabeth prevažala tudi do 1000 potnikov. Od leta 1965 sta obe ladji pluli samo še na izgubo. 
V upanju, da bo še naprej potekala gradnja Queen Elizabeth 2, ki je bila v gradnji v ladjedelnici John Brown & Company, je družba hipoteko založil večino flote. Zaradi kombinacije starosti, pomanjkanja zanimanja javnosti, neučinkovitosti v ladijskem prometu in škodljivih posledic stavke nacionalnih mornarjev je družba napovedala, da bo Queen Mary in Queen Elizabeth umaknila iz službe in jo dala na prodaj.  Predloženo je bilo veliko ponudb in ponudba v višini 3,45 milijona dolarjev od 1,2 milijona funtov iz Long Beacha v Kaliforniji je premagala japonske trgovce. Queen Mary je bila prikazana v filmu Napad na kraljico (1966) v glavni vlogi Frank Sinatre.
Queen Mary je bila umaknjena iz čezatlantske službe leta 1967. 27. septembra 1967 je ladja opravila njeno zadnjo plovbo čez Atlantik iz New Yorka v Southampton. 31. oktobra pa je zadnjič izplula iz Southamptona pod poveljstvom kapitana Johna Treasure Jonesa, ki je bil od leta 1965 njen kapitan, z 1.093 potniki in 806 člani posadke na krovu. Po plovbi okrog rta Horn je 9. decembra 1967 Queen Mary priplula v Long Beach, kjer so jo privezali ob pomolih pristanišča. Queen Elizabeth je bila iz čezatlantske službe umaknjena leta 1968, njeno vlogo pa je nadomestila Queen Mary 2.

## Longh Beach
Queen Mary je trajno privezana in zasidrana v pristanišču v Long Beachu, v Kaliforniji, ZDA. Ladja služi kot turistični hotel z luksuznimi kabinami, restavracijami in muzeji. Leta 2002 so zgradili novo Queen Mary 2, ki je nadomestila njeno vlogo.

### Prenavljanje ladje
Ko je Queen Mary priplula v Long Beach, so se njeni novi lastniki odločili, da je ne bodo ohranili kot potniško ladjo, ampak, da jo bodo preuredili v plavajoč luksuzni turistični hotel. Pri tem so odstranili vse ladijske kotle iz kotlovnice in vse stroje iz strojnice, propelerje pa so pustili nameščene na ladji. Preostale prostore v podpalubju so uporabili za pisarne in skladišča. Vsi prostori na palubi C so bili odstranjeni s čimer so povečali 37.000 m² prostora za muzej. Vse kabine na palubi B in A so preuredili v turistične kabine z velikim luksuzom. Ladijski dimniki so bili do več kot sredine pobarvani z rdečo barvo in zgornji del z črno, obe barvi so uporabili proti rjavenju. Ladijski jamborji so bili prav tako prebarvani proti rjavenju z rjavo barvo. Okoli ladje je bila s kamni zgrajena meja med ladjo in morjem, ki označuje kako blizu največ lahko druge ladje plujejo.

### Queen Mary kot turistični hotel
8. maja 1971 je Queen Mary odprla vrata za svoje turiste. Sprva so bili samo deli ladje odprti za javnost, ker posebne restavracije še niso bile odprte. Zaradi tega je bila ladja odprta le ob vikendih. Decembra 1971 je bil odprt ladijski muzej in ga poskušali izboljšati v naslednjih 30 letih za stranski dobiček, zato Queen Mary ni bila nikoli Disneyjeva last. Jacques Cousteau je prispeval, da bi ohranili ladijski muzej. Konec desetletja je bil muzej zaprt zaradi slabe prodaje vstopnic in vandalov, ki so v akvariju ubili številne ribe. Novembra naslednjega leta je hotel odprl svojih prvih 150 sob. Hyatt je hotelsko ladjo upravljal od leta 1974 do 1980, ko je Jack Wrather Corporation z mestom Long Beach podpisal 66-letno pogodbo za upravljanje celotne nepremičnine. Wrather je leta 1988 prevzel Walt Disney Company, predvsem zato, ker je imel Disneyland hotel. 
Queen Mary se je od leta 1980 do leta 1990 spopadla z finančnimi težavami. V letih, ko je bila v lasti Disneyja, je podjetje nameravalo razviti tematski park na obali, ki se je na koncu na Japonskem odprl deset let pozneje kot Tokio DisneySea , z repliko čezatlantskw ladje, ki spominja na Queen Mary kot osrednjo atrakcijo. Queen Mary so leta 1992 zaprli, ko je Disney odpovedal najem ladje, da bi se osredotočil na bodoči Disneyjev tematski park California Adventure. Kot turistični hotel je ladja ostala odprta še dva meseca, vendar do konca leta 1992 je Queen Mary popolnoma zaprla svoja vrata za turiste in obiskovalce.
Februarja 1993 je pod vodstvom predsednika in direktorja Josepha F. Prevratila, RMS Foundation, Inc., začel petletno najemnino v Long Beachu kot upravljavcu premoženja. Kasneje istega meseca je bila ladja ponovno odprta za turiste in obiskovalce, ladijski hotel pa so odprli marca istega leta. Leta 1995 je bil najem ladje podaljšan na dvajset let, medtem ko je bil obseg najema omejen na samo upravljanje ladje. 
Novo podjetje, Queen's Seaport Development, Inc (QSDI) je bilo ustanovljeno leta 1995 za upravljanje nepremičnin poleg same ladje. Leta 1998 je mesto Long Beach podaljšalo najem QSDI na 66 let. Leta 2005 je QSDI v skladu s poglavjem 11 Zakona o stečaju (poglavje 11) zaprosilo za zaščito zaradi konflikta z mestom zaradi najema. Leta 2006 je stečajno sodišče od strank, ki so zainteresirane za prevzem najema pri QSDI, zahtevalo ponudbe. Najnižja zahtevana ponudba je bila 41 milijonov dolarjev. Vodstvo ladje s strani družbe RMS je bilo prizaneseno bankrotu. Poleti leta 2007 je bila najemna Queen Mary prodana skupini, imenovani Save the Queen, pod vodstvom skupine Hostmark Hospitality Group, da bi razvila ladijski temelj in obnovili ladjo. Med prenavljanjem so ladijske sobe nadgradili s priključnimi postajami pod televizorji z ravnim zaslonom, trije dimniki so bili pobarvani v prvotno rdečo barvo družbe Cunard Line, kot tudi vodilna linijska ladja. Tla ladje na ladijskih palubah z delom so pobarvali in prenovili, z novo opremo pa so popravili številne rešilne čolne in ladijske kuhinje.
Konec septembra 2009 je podjetje Delaware North Companies prevzelo v last ladjo z namenom nadaljnje prenove ter prenove same ladje in okoliških posesti ter obnove nadgradnje, ene najpomembnejših stvari na ladji, ki je leta plula čez Atlantik.
Leta 2004 sta Queen Mary in Stargazer Productions predstavila "Tibbies Great American Cabaret" v prostor, ki je bil prej namenjen ladijski banki in brezžični telegrafski sobi, ter ga preuredila v gledališče za delovno večerjo.

### Srečanje nadomestne ladje
23. februarja 2006 je v Long Beach prvič priplula Queen Mary 2 potem, ko je plula iz Los Angelesa v Mehiko. Starejša Queen Mary in novejša Queen Mary 2 sta si kot pozdrav potrobili z sireno z ladijskih dimnikov. Dogodek so obsežno spremljali in poročali mediji po svetu.

#### Ladijska sirena
Pozdrave sta si obe ladji izmenjali z ladijskimi sirenami, med katerimi sirena na upokojeni Queen Mary še vedno deluje. Njeno zračno sireno Tyfonse se lahko sliši najmanj 18 km stran.

### W6RO
Originalna ladijska radijska postaja na ladji je bila odstranjena kmalu potem, ko je Queen Mary priplula v Long Beach. Namesto tega je bila nad prvotno radijsko sobo nameščena ljubiteljska radijska postaja z nekoliko zavrženo originalno opremo, ki se uporablja samo za prikaz. Ljubiteljsko radijsko postajo s klicnim znakom W6RO ("Whiskey Six Romeo Oscar") vzdržujejo prostovoljci iz lokalnega radijskega kluba. Prisotni so večino časa, ko je ladja odprta za javnost, te radie pa lahko uporabljajo tudi drugi licencirani ljubiteljski radijski operaterji.